# Lockwood Township
Pour les articles homonymes, voir Lockwood.
Lockwood Township est un township du comté de Dade dans le Missouri, aux États-Unis,.
Il est baptisé en référence à la ville de Lockwood.

### Source de la traduction
- (en) Cet article est partiellement ou en totalité issu de l’article de Wikipédia en anglais intitulé « Lockwood Township, Dade County, Missouri » (voir la liste des auteurs).